# Takehiko Endō

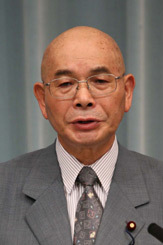
Takehiko Endō, 2007

Takehiko Endō (jap. 遠藤 武彦 Endō Takehiko; * 5. Oktober 1938; † 27. Dezember 2019) war ein japanischer Politiker, der zuletzt der Liberaldemokratischen Partei angehörte und für den 2. Wahlkreis Yamagata (vor der Wahlrechtsreform SNTV-Viermandatswahlkreis Yamagata 1) im Repräsentantenhaus des japanischen Parlaments saß. Am 3. September 2007 trat er aufgrund eines Finanzskandals vom Amt des Landwirtschaftsministers zurück, nur acht Tage nach seiner Ernennung. Masatoshi Wakabayashi wurde erneut Minister für Landwirtschaft, Forstwirtschaft und Fischerei.
Der aus Yonezawa, Präfektur Yamagata, stammende Absolvent der Chūō-Universität wurde 1975 für die erste seiner drei Amtszeiten in das Präfekturparlament Yamagata und 1986 zum ersten Mal in das Repräsentantenhaus gewählt. Er verlor seinen Sitz 1993, wurde aber drei Jahre später wiedergewählt. Am 27. Dezember 2019 starb Endo in einem Krankenhaus in der Präfektur Yamagata an einer interstitiellen Lungenentzündung.